# 久手堅笑美
久手堅 笑美（くでけん えみ、1984年8月3日 - ）は、日本の元女子バスケットボール選手である。バスケットボール女子日本リーグ機構のトヨタ自動車アンテロープス所属。

## 来歴
沖縄県出身。西崎小学校でバスケを始め、高嶺中学校を経て2000年4月に豊見城南高校に進学。2年生時に北中城高校に転校して全国高等学校バスケットボール選抜優勝大会（ウインターカップ）に出場、3年生時に全国高等学校総合体育大会バスケットボール競技大会（インターハイ）に出場。
2003年4月、拓殖大学に進学。大学時代はフォワードをしていた。4年生時の学生選抜と実業団選抜によるオールスター戦で最優秀選手賞を受賞。
2007年4月、トヨタ自動車アンテロープスに加入後、ポイントガードに転向。Wリーグでは2009-10シーズンよりスターターに定着し、3シーズン連続で1試合平均スティール数1位。2013年1月の全日本総合バスケットボール選手権大会でトヨタの初優勝に貢献。
2017年オフ現役引退。サポートコーチ就任。

## 日本代表歴
2011年、日本代表に初選出され、2011年バスケットボール女子アジア選手権で7試合に出場して3位。1試合平均2.6得点、2.7アシスト。
2012年、ロンドンオリンピック世界最終予選で4試合に出場したが、五輪出場権は獲得できなかった。
2013年バスケットボール女子アジア選手権は6試合に出場し、優勝に貢献。1試合平均2.2アシストを記録。
2014年女子バスケットボール世界選手権は3試合に出場し、1試合6得点、3.3アシスト。

## 経歴
- 北中城高 - 拓大 - トヨタ自動車（2007年〜）

## 受賞歴
- Wリーグ
  - スティール1位（2009-10、2010-11、2011-12）
- 全日本総合バスケットボール選手権大会ベスト5（2010）
- 東京運動記者クラブバスケットボール分科会年間ベスト5（2012年度）